# Calamaria prakkei
Calamaria prakkei este o specie de șerpi din genul Calamaria, familia Colubridae, descrisă de Lidth De Jeude 1893. A fost clasificată de IUCN ca specie pe cale de dispariție (stare critică). Conform Catalogue of Life specia Calamaria prakkei nu are subspecii cunoscute.